# 카디스트리

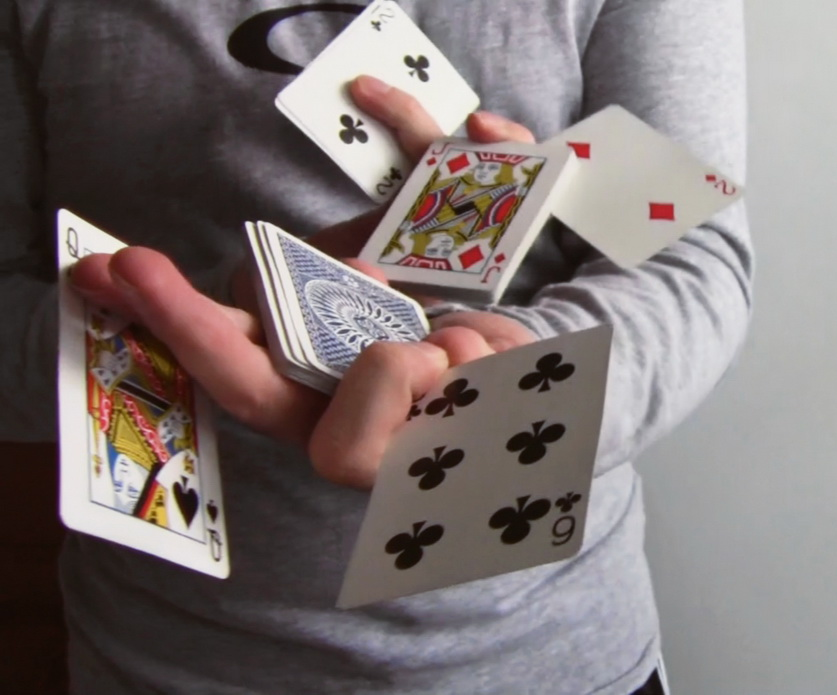
2핸드 플로리시

카디스트리(Cardistry) 또는 카드 묘기는 카드를 꽃피우는 행위예술이다. 카드 마술과 달리 카디스트리는 시각적으로 인상적이며 실행하기가 매우 어려워 보인다.
카디스트리(cardistry)라는 용어는 카드(card)와 아티스트리(artistry, 예술성)의 합성어이다. 카디스트리에 종사하는 사람들을 흔히 카디스트라고 한다.
카디스트리에는 손을 사용하여 카드 놀이를 통해 컷, 디스플레이, 팬, 패턴 및 시퀀스를 만드는 작업이 포함된다. 다양한 암 스프레드, 컷, 셔플 및 스프링을 사용할 수 있다. 매혹적인 움직임과 아름다운 디스플레이를 만드는 것이 목적이다. 효과는 사용된 카드 유형, 상상력, 연주자의 손재주 정도에 의해서만 제한된다. 프레젠테이션은 일반적으로 "환상"도 아니고 "마법"이라고 알려진 것도 아니다. 오히려 이는 저글링, 마임 또는 이와 유사한 오락 활동에 더 가깝다.

## 같이 보기
- 클로즈업 매직